# Elias Håkansson
Elias Håkansson, född 29 februari 1992, är en svensk friidrottare (släggkastning) tävlande för Spårvägens FK. Som junior tog han år 2011 bronsmedalj i släggkastning vid junior-EM. Han vann SM-guld i släggkastning år 2015, och ISM-guld i viktkastning år 2020.

## Personliga rekord
| Utomhus - Kula – 15,01 (Sätra friidrottshall 12 oktober 2019) - Diskus – 38,93 (Göteborg 18 oktober 2018) - Slägga – 71,38 (Tuscaloosa, Alabama, USA 20 mars 2014) - Spjut – 36,43 (Sätra friidrottshall 12 oktober 2019) | Inomhus - Kula – 14,58 (Bollnäs 26 februari 2012) - Viktkastning – 22,55 (Växjö, 23 februari 2020) |